# Cornelis Eliza Bertus Bremekamp
Cornelis Eliza Bertus Bremekamp  (1888 - 1984) foi um botânico e pteridólogo neerlandês.
Ele desempenhou atividade científica na África do Sul, onde foi professor titular da Universidade de Transvaal.